# Motorsport i Belgien
Belgien är ett land med stort förflutet inom motorsporten, och med en av världens mest kända banor i Circuit de Spa-Francorchamps.

## Verksamhet

### Belgiens Grand Prix

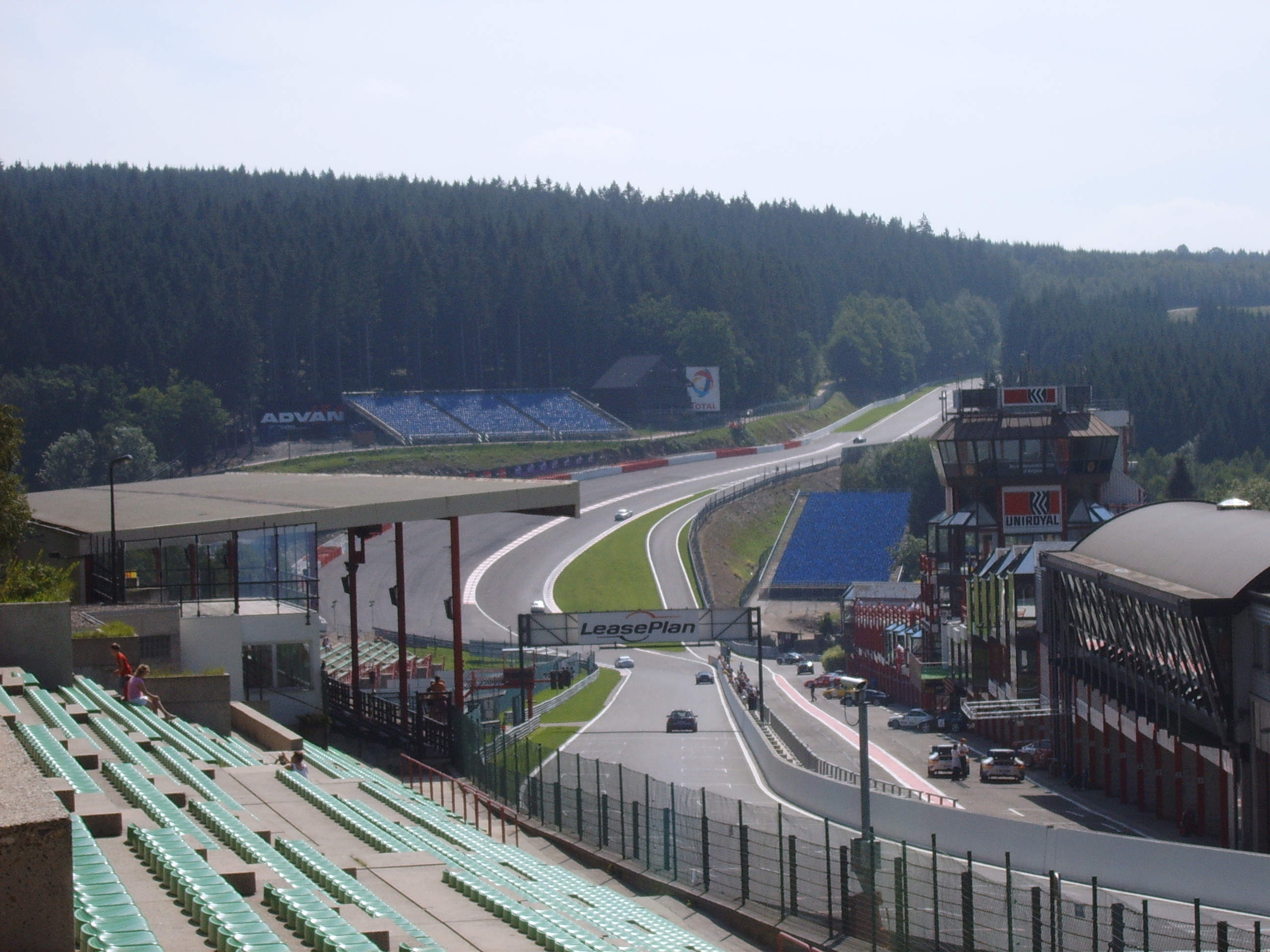
Kurvorna Eau Rouge och Raidillon på Circuit de Spa-Francorchamps.

Circuit de Spa-Francorchamps arrangerade Belgiens Grand Prix första gången 1925, och den mycket snabba banan i Ardennerna arrangerade tävlingen som ett av de finaste Grand Prix-loppen under säsongen. Tävlingen kördes med vissa undantag, men blev en årlig företeelse först efter andra världskrigets slut. Banan var den snabbaste i världen och mycket farlig, men var tack vare de höga farterna extremt populär bland åskådarna. Belgiens Grand Prix har med få undantag ingått i Formel 1-VM ända sedan starten 1950, och under en period då Spa ansågs för farlig för att arrangera formel 1. Tävlingen hölls då på Nivelles och Zolder under den perioden. Även Zolder hade sina risker, då Gilles Villeneuve fick en vådlig flygtur och avled i kvalet till 1982 års tävling.
Till 1983 års tävling stod en ombyggd, men minst lika populär, version av Spa klar, och den sju kilometer långa banan kom att anses vara en av sportens bästa banor. Stora förare som Ayrton Senna och Michael Schumacher var mycket framgångsrika i tävlingen, innan Kimi Räikkönen kom att vinna tävlingen vid fyra tillfällen.

### Förare

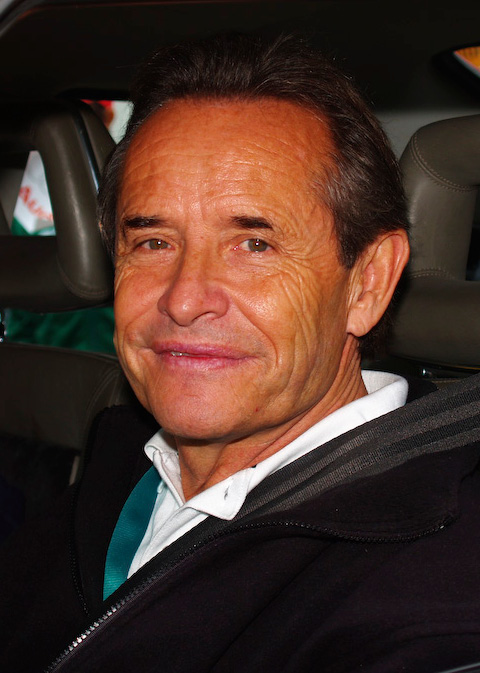
Jacky Ickx, sexfaldig vinnare av Le Mans 24-timmars och vinnare av åtta Grand Prix i Formel 1-VM.

Belgien har aldrig haft någon världsmästare i Formel 1, men i Jacky Ickx, Olivier Gendebien, Lucien Bianchi och Paul Frère har man haft ett flertal framgångsrika internationella förare. Gendebien vann Le Mans 24-timmars 1958, 1960, 1961 och 1962. Vid tidpunkten var han den mest vinstrike föraren i Le Mans historia, men det rekordet kom senare att slås av flera förare. Vid segern 1960 hade han sällskap i en Ferrari av landsmannen Paul Frère, vilket gav en helbelgisk seger, vilket är mycket ovanligt historiskt sett för uppställningar med förare från en utländsk nation i den franska klassikern.
Lucien Bianchi tog hem segern i en Ford GT40 1968, vilket var samma år som Jacky Ickx slog igenom i Formel 1, som förare i Ferrari. Ickx körde säsongen 1969 för Brabham, innan han återvände till Ferrari till säsongen 1970. De två säsongerna var hans bästa, då han slutade tvåa i VM. Ickx tävlade även parallellt i Le Mans, och vann tävlingen för första gången 1969. Efter att ha återvänt till Ferrari blev han lidande av att Ferraris sportvagnsprogram inte fungerade, men efter att ha lämnat teamet 1973 kom Ickx att vinna Le Mans ytterligare fem gånger, samt blev även världsmästare i Sportvagns-VM.
Efter att Ickx slutat har framgångarna för belgiska förare varit begränsade, och återväxten har inte varit särskilt bra. När Bertrand Baguette vann Formula Renault 3.5 Series 2009 var det den första belgiska internationella formelbilstiteln sedan Ickx vann Formel 2-EM 1967.

### Roadracing
Spa arrangerade ett belgiskt Grand Prix för motorcyklar i VM mellan 1949 och 1990. I alla fall utom ett gick tävlingarna på Circuit de Spa-Francorchamps, som var extremt snabb, men även enormt farlig för motorcyklar. Redan 1977 kunde 500cc-motorcyklar nå en snittfart på över 220 km/h runt banan, vilket var sista året man körde på den gamla sträckningen. Även den nya banan hade säkerhetsproblem, och efter flera arrangörsmisstag i en tävling förlängdes inte kontraktet.
Förarmässigt så är Didier de Radiguès den mest framgångsrika belgiska Grand Prix-föraren med bland annat en seger i hemmatävlingen i 250cc-klassen 1983. De Radiguès blev aldrig världsmästare, men lyckades bli två i 350cc-klassen 1982, samt trea i 250cc 1983. Han tävlade därefter med relativ framgång i 500cc, med en sjundeplats i VM för Yamahas fabriksstall 1988.
Mot slutet av 1980-talet var Stéphane Mertens en av de absoluta toppförarna i den nybildade superbikevärldsmästerskapet. 1989 var han och Fred Merkel från USA involverade i en strid om VM-titeln, där Merkel höll undan och vann med sju poängs marginal. Mertens blev även trea i VM 1990, samt fyra 1988 och 1991.

### Spa 24-timmarsochSpa 1000 km
Spa-Francorchamps startade en rivaliserande tävling till Le Mans under 1920-talet, men tävlingen fick aldrig samma genomslagskraft som det franska evenemanget. Intresset för den belgiska tävlingen varierade såpass att den mellan 1954 och 1963 inte kördes över huvud taget. Så småningom kom den att bli Europas mest prestigefyllda tävling för standardvagnar, och den ingick i det europeiska mästerskapet under många år. Fram till säsongen 2000 kördes tävlingen på det sättet, innan FIA GT införde tävlingen i sin kalender från och med 2001. Spa 24-timmars kom att vara seriens finaste deltävling i nio års tid, innan GT1-VM grundades 2010, och serien beslutade sig för att låta GT2 och GT3-bilar köra i 24-timmarstävlingen, medan huvudklassen skulle köra kortare tävlingar efter att 24-timmarsloppet tagit slut.
Spa 1000 km var ett evenemang i Sportvagns-VM under många år, men under tiden som den kördes på den ursprungliga banan fanns det stora säkerhetsproblem med de snabba sportvagnarna, vilket gjorde att tävlingen ströks från kalendern och inte kördes under stora delar av 1970-talet. Sedan den kortare banan byggts kördes tävlingen mellan 1982 och 1988, innan den först förkortades och sedan försvann med VM-klassen för Grupp C. En tävling över 500 km ingick i FIA Sportscar Championship, innan Le Mans Series tog över tävlingen från och med 2004. Numera används tävlingen ofta som en generalrepetition inför Le Mans 24-timmars och lockar oftast de bästa teamen i världen.

### Motocross

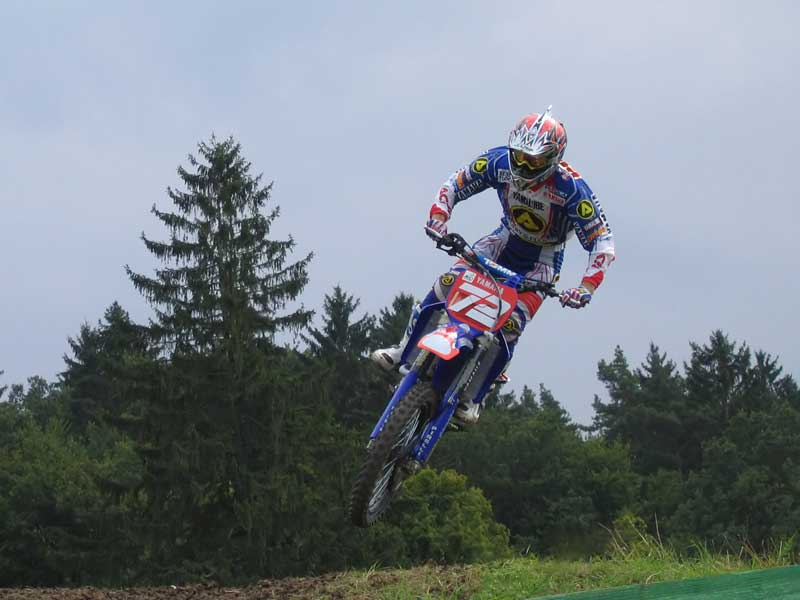
Den mångfaldige världsmästaren Stefan Everts under tävling säsongen 2005.

Belgien är historiens mest framgångsrika nation i det europeiskt dominerande världsmästerskapet, där man tagit mängder av VM-titlar i de tre olika klasserna. Stefan Everts anses av de flesta vara historiens bästa förare med sina sex raka titlar i 500cc och MX1-klassen mellan 2001 och 2006. Everts vann även 250cc-klassen vid flera tillfällen. Roger DeCoster vann 500cc-klassen vid åtskilliga tillfällen under 1970-talet, och efter det kunde belgiska förare dominera. Georges Jobé och Joël Smets tillhör de flerfaldiga mästarna, och under en period av 1980-talet hade belgare monopol på titlarna i 125cc-klassen. Intresset är så stort att Belgien arrangerar två VM-deltävlingar varje säsong.
Huruvida de belgiska förarna är bäst i världen är svårbedömt, då de nästan aldrig mött amerikanerna i individuella tävlingar, då det nationella mästerskapet i USA är så bra att deras förare inte deltar i VM.